# Orectolobus leptolineatus
Orectolobus leptolineatus es una especie de elasmobranquio orectolobiforme de la familia Orectolobidae.